# Liste der Baudenkmäler im Wuppertaler Wohnquartier Barmen-Mitte
Die Liste der Baudenkmäler im Wuppertaler Wohnquartier Barmen-Mitte enthält die denkmalgeschützten Bauwerke auf dem Gebiet von Wuppertal-Barmen-Mitte in Nordrhein-Westfalen (Stand: November 2011). Diese Baudenkmäler sind in der Denkmalliste der Stadt Wuppertal eingetragen; Grundlage für die Aufnahme ist das Denkmalschutzgesetz Nordrhein-Westfalen (DSchG NRW).

## Auszug aus der Denkmalliste

### Eingetragene Baudenkmäler
| Bild           | Bezeichnung                   | Lage                                                                 | Beschreibung | Bauzeit         | Eingetragen seit  | Denkmal- nummer |
| -------------- | ----------------------------- | -------------------------------------------------------------------- | --- | --------------- | ----------------- | --------------- |
| weitere Bilder | Gemeindehaus                  | Barmen-Mitte Am Wichelhausberg 1 Karte                               | Siehe Barmer Friedenskirche; eine D-Nummer mit Mühlenweg 41                                                                                               | 1912 bis 1913   | 23. November 1994 | 3585            |
| weitere Bilder | Brücke                        | Barmen-Mitte An der Clefbrücke Karte                                 | Zwischen Am Clef und Gemarker Ufer seit langem wegen Baufälligkeit gesperrt                                                                               | 1898            | 24. Januar 2005   | 4218            |
| weitere Bilder | Stellwerk                     | Barmen-Mitte August-Mittelsten-Scheid-Straße 21 Karte                | Stellwerk HF, Heubruch-Fahrdienstleiter. Bestandteil der Rheinischen Bahnstrecke Postalische Adresse: August-Mittelsten-Scheid-Straße 21, 42275 Wuppertal |                 | 20. Januar 1995   | 3643            |
| weitere Bilder | Gesellschaftshaus             | Barmen-Mitte Concordienstraße 2 Karte                                | Das Gesellschaftshaus Concordia umfasst Werth 46-50, Concordienstraße 2-4, Lindenstraße 1-3                                                               | 1898            | 20. Juli 1988     | 1422 Wikidata   |
| weitere Bilder | Gesellschaftshaus             | Barmen-Mitte Concordienstraße 2 a Karte                              | Das Gesellschaftshaus Concordia umfasst Werth 46-50, Concordienstraße 2-4, Lindenstraße 1-3                                                               | 1898            | 20. Juli 1988     | 1422 Wikidata   |
| weitere Bilder | Gesellschaftshaus             | Barmen-Mitte Concordienstraße 4 Karte                                | Das Gesellschaftshaus Concordia umfasst Werth 46-50, Concordienstraße 2-4, Lindenstraße 1-3                                                               | 1898            | 20. Juli 1988     | 1422 Wikidata   |
| weitere Bilder | Schwebebahnstation            | Barmen-Mitte Gemarker Ufer 2 Karte                                   | Schwebebahnstation Alter Markt. Teil des Denkmals Gesamtanlage Schwebebahn mit der D-Nummer 4035                                                          | 1898–1903       | 26. Mai 1997      | 4035 Wikidata   |
| weitere Bilder | Ruhmeshalle                   | Barmen-Mitte Geschwister-Scholl-Platz 6 Karte                        | Erbaut als Barmer Ruhmeshalle, heutiger offizieller Name: Haus der Jugend                                                                                 | 1900            | 22. April 1985    | 421 Wikidata    |
| weitere Bilder | Wohnhaus                      | Barmen-Mitte Große Flurstraße 51 Karte                               | Wohnhochhaus Appartementhaus Vorwerk, eine bauliche Einheit mit Mühlenweg 28                                                                              | 1953/54         | 27. Februar 2002  | 3841 Wikidata   |
| weitere Bilder | Schwebebahnstation            | Barmen-Mitte Höhne 110 Karte                                         | Schwebebahnstation Werther Brücke. Teil des Denkmals Gesamtanlage Schwebebahn mit der D-Nummer 4035                                                       | 1898–1903       | 26. Mai 1997      | 4035            |
| weitere Bilder | Verwaltungsgebäude            | Barmen-Mitte Johannes-Rau-Platz 1 (ehemals Wegnerstraße 7) Karte     | Rathaus Barmen (Hauptgebäude), eine D-Nummer mit Johannes-Rau-Platz 2, 3-7, Werth 39, 49                                                                  | 1913–1921       | 2. März 1990      | 1707 Wikidata   |
| weitere Bilder | Verwaltungsgebäude            | Barmen-Mitte Johannes-Rau-Platz 1 (ehemals Wegnerstraße 13/15) Karte | Rathaus Barmen (Stadtkassenflügel), eine D-Nummer mit Johannes-Rau-Platz 2, 3-7, Werth 39, 49                                                             | 1913–1921       | 2. März 1990      | 1707 Wikidata   |
| weitere Bilder | Verwaltungsgebäude            | Barmen-Mitte Johannes-Rau-Platz 1 Karte                              | Rathaus Barmen (Vorplatz und Umgebung), eine D-Nummer mit Johannes-Rau-Platz, 2, 3-7, Werth 39, 49                                                        | 1913–1921       | 2. März 1990      | 1707 Wikidata   |
| weitere Bilder | Verwaltungsgebäude            | Barmen-Mitte Johannes-Rau-Platz 1 (ehemals Heubruch 10) Karte        | Rathaus Barmen (Seitenflügel Heubruch), eine D-Nummer mit Johannes-Rau-Platz 2, 3-7, Werth 39, 49                                                         | 1913–1921       | 2. März 1990      | 1707 Wikidata   |
| weitere Bilder | Verwaltungsgebäude            | Barmen-Mitte Johannes-Rau-Platz 2 (ehemals Wegnerstraße 11) Karte    | Rathaus Barmen (östlicher Seitenflügel), eine bauliche Einheit mit Werth 49, eine D-Nummer mit Johannes-Rau-Platz 1, 3-7, Werth 39, 49                    | 1913–1921       | 2. März 1990      | 1707 Wikidata   |
| weitere Bilder | Verwaltungsgebäude            | Barmen-Mitte Johannes-Rau-Platz 3-7 (ehemals Wegnerstraße 3) Karte   | Rathaus Barmen (westlicher Seitenflügel), eine bauliche Einheit mit Werth 39, eine D-Nummer mit Johannes-Rau-Platz 1, 2, Werth 39, 49                     | 1913–1921       | 2. März 1990      | 1707            |
| weitere Bilder | Stadtbad                      | Barmen-Mitte Kleine Flurstraße 5 Karte                               | Stadtbad Kleine Flurstraße | 1882            | 26. April 1988    | 1353 Wikidata   |
| weitere Bilder | Gesellschaftshaus             | Barmen-Mitte Lindenstraße 1 Karte                                    | Das Gesellschaftshaus Concordia umfasst Werth 46-50, Concordienstraße 2-4, Lindenstraße 1-3                                                               | 1898            | 20. Juli 1988     | 1422 Wikidata   |
| weitere Bilder | Gesellschaftshaus             | Barmen-Mitte Lindenstraße 3 Karte                                    | Das Gesellschaftshaus Concordia umfasst Werth 46-50, Concordienstraße 2-4, Lindenstraße 1-3                                                               | 1898            | 20. Juli 1988     | 1422 Wikidata   |
| weitere Bilder | Wohnhaus                      | Barmen-Mitte Mühlenweg 28 Karte                                      | Wohnhochhaus Appartementhaus Vorwerk, eine bauliche Einheit mit Große Flurstraße 51                                                                       | 1953/54         | 27. Februar 2002  | 3841 Wikidata   |
| weitere Bilder | Wohnhaus                      | Barmen-Mitte Mühlenweg 39 Karte                                      | | 1784            | 31. Juli 1984     | 76              |
| Wohnhaus       | Wohnhaus                      | Barmen-Mitte Mühlenweg 39 a Karte                                    | | 19. Jahrhundert | 1. August 1984    | 77              |
| weitere Bilder | Gemeindehaus                  | Barmen-Mitte Mühlenweg 41 Karte                                      | Siehe Barmer Friedenskirche; eine D-Nummer mit Am Wichelhausberg 1                                                                                        | 1912 bis 1913   | 23. November 1994 | 3585            |
| weitere Bilder | Stellwerk                     | Barmen-Mitte Münzstraße Karte                                        | Stellwerk HO, Heubruch-Ost. Bestandteil der Rheinischen Bahnstrecke nähe Münzstr. 68a                                                                     |                 | 20. Januar 1995   | 3642            |
| weitere Bilder | Schulgebäude                  | Barmen-Mitte Sedanstraße 14 Karte                                    | Städtisches Gymnasium Sedanstraße | 1901 bis 1903   | 28. Mai 1993      | 2968 Wikidata   |
| weitere Bilder | Gerichtsgebäude mit Gefängnis | Barmen-Mitte Sedanstraße 15 Karte                                    | Ehem. Amtsgericht Barmen |                 | 4. Januar 1985    | 240             |
| weitere Bilder | Brücke                        | Barmen-Mitte Steinweg Karte                                          | Kuhler Viadukt oder Viadukt Steinweg, Bestandteil der Rheinischen Bahnstrecke                                                                             |                 | 21. Februar 1994  | 3293            |
| weitere Bilder | Wohnhaus                      | Barmen-Mitte Viktorstraße 6 Karte                                    | Ehemaliges Rektorenwohnhaus | 1905            | 30. Dezember 1994 | 3634            |
| weitere Bilder | Wohn- und Geschäftshaus       | Barmen-Mitte Wegnerstraße 36 Karte                                   | eine D-Nummer mit Werth 75, 77, 79 | 1909/1910       | 23. Juli 1993     | 3026            |
| weitere Bilder | Verwaltungsgebäude            | Barmen-Mitte Werth 39 Karte                                          | Rathaus Barmen (westlicher Seitenflügel), eine bauliche Einheit mit Johannes-Rau-Platz 3-7, eine D-Nummer mit Johannes-Rau-Platz 1, 2, 3-7, Werth 49      | 1913–1921       | 2. März 1990      | 1707 Wikidata   |
| weitere Bilder | Gesellschaftshaus             | Barmen-Mitte Werth 46 Karte                                          | Das Gesellschaftshaus Concordia umfasst Werth 46-50, Concordienstraße 2-4, Lindenstraße 1-3                                                               | 1898            | 20. Juli 1988     | 1422 Wikidata   |
| weitere Bilder | Gesellschaftshaus             | Barmen-Mitte Werth 48 Karte                                          | Das Gesellschaftshaus Concordia umfasst Werth 46-50, Concordienstraße 2-4, Lindenstraße 1-3                                                               | 1898            | 20. Juli 1988     | 1422 Wikidata   |
| weitere Bilder | Verwaltungsgebäude            | Barmen-Mitte Werth 49 Karte                                          | Rathaus Barmen (östlicher Seitenflügel), eine bauliche Einheit mit Johannes-Rau-Platz 2, eine D-Nummer mit Johannes-Rau-Platz 1, 2, 3-7, Werth 39         | 1913–1921       | 2. März 1990      | 1707 Wikidata   |
| weitere Bilder | Gesellschaftshaus             | Barmen-Mitte Werth 50 Karte                                          | Das Gesellschaftshaus Concordia umfasst Werth 46-50, Concordienstraße 2-4, Lindenstraße 1-3                                                               | 1898            | 20. Juli 1988     | 1422 Wikidata   |
| weitere Bilder | Wohn- und Geschäftshaus       | Barmen-Mitte Werth 71 Karte                                          | eine D-Nummer mit Werth 73 | 1909/10         | 7. März 1994      | 3318            |
| weitere Bilder | Wohn- und Geschäftshaus       | Barmen-Mitte Werth 73 Karte                                          | eine D-Nummer mit Werth 71 | 1909/10         | 7. März 1994      | 3318            |
| weitere Bilder | Wohn- und Geschäftshaus       | Barmen-Mitte Werth 75 Karte                                          | eine bauliche Einheit mit Werth 77, 79 und eine D-Nummer mit Wegnerstraße 36                                                                              | 1909/1910       | 23. Juli 1993     | 3026            |
| weitere Bilder | Wohn- und Geschäftshaus       | Barmen-Mitte Werth 77 Karte                                          | eine bauliche Einheit mit Werth 75, 79 und eine D-Nummer mit Wegnerstraße 36                                                                              | 1909/1910       | 23. Juli 1993     | 3026            |
| weitere Bilder | Wohn- und Geschäftshaus       | Barmen-Mitte Werth 79 Karte                                          | eine bauliche Einheit mit Werth 75, 77 und eine D-Nummer mit Wegnerstraße 36                                                                              | 1909/1910       | 23. Juli 1993     | 3026            |
| weitere Bilder | Brücke                        | Barmen-Mitte Zur Werther Brücke Karte                                | Werther Brücke | 1903            | 20. Dezember 1996 | 786 Wikidata    |
| weitere Bilder | Kirche                        | Barmen-Mitte Zwinglistraße 5 Karte                                   | Evangelische Kirche Gemarke (auch Gemarker Kirche), ehemals auch unter Zwinglistraße 9                                                                    | 1888–1890       | 27. Januar 1992   | 2008 Wikidata   |

### Baudenkmäler in Bearbeitung
Folgende Objekte werden noch geprüft oder deren Status ist in der Denkmalliste nicht klar ersichtlich.

| Bild           | Bezeichnung | Lage                                 | Beschreibung                                                   | Bauzeit | Eingetragen seit | Denkmal- nummer |
| -------------- | ----------- | ------------------------------------ | -------------------------------------------------------------- | ------- | ---------------- | --------------- |
| weitere Bilder | Brücke      | Barmen-Mitte Zur Dörner Brücke Karte | Dörner Brücke, klassifiziert als Denkmal (ohne Denkmalnummer). |         |                  | 0 Wikidata      |
| Wohnhaus       | Wohnhaus    | Barmen-Mitte Zwinglistraße 16 Karte  | Status wird überprüft                                          |         |                  | 0               |